# Bernard Destremau
Bernard Destremau (Parigi, 11 febbraio 1917 – Neuilly-sur-Seine, 6 giugno 2002) è stato un tennista, diplomatico e politico francese.
Fu il tennista numero uno di Francia.

## Biografia

### Carriera tennistica
Si fece notare già a livello giovanile quando conquistò il titolo nazionale di categoria, all'età di vent'anni raggiunse le semifinali del Roland Garros 1937 dove venne sconfitto da Henner Henkel mentre nell'edizione successiva conquistò il doppio maschile in coppia con Yvon Petra.
La sua carriera si interruppe per lo scoppio della seconda guerra mondiale, si arruolò e partecipò alla resistenza in Francia prima di venire spostato in Tunisia mentre nel 1943 si infiltrò in Spagna venendo arrestato a Madrid. Partecipò allo sbarco in provenza del 1944 impegnato in prima linea con il ruolo di sottotenente dove venne ferito tre volte, fu insignito della Legion d'onore.

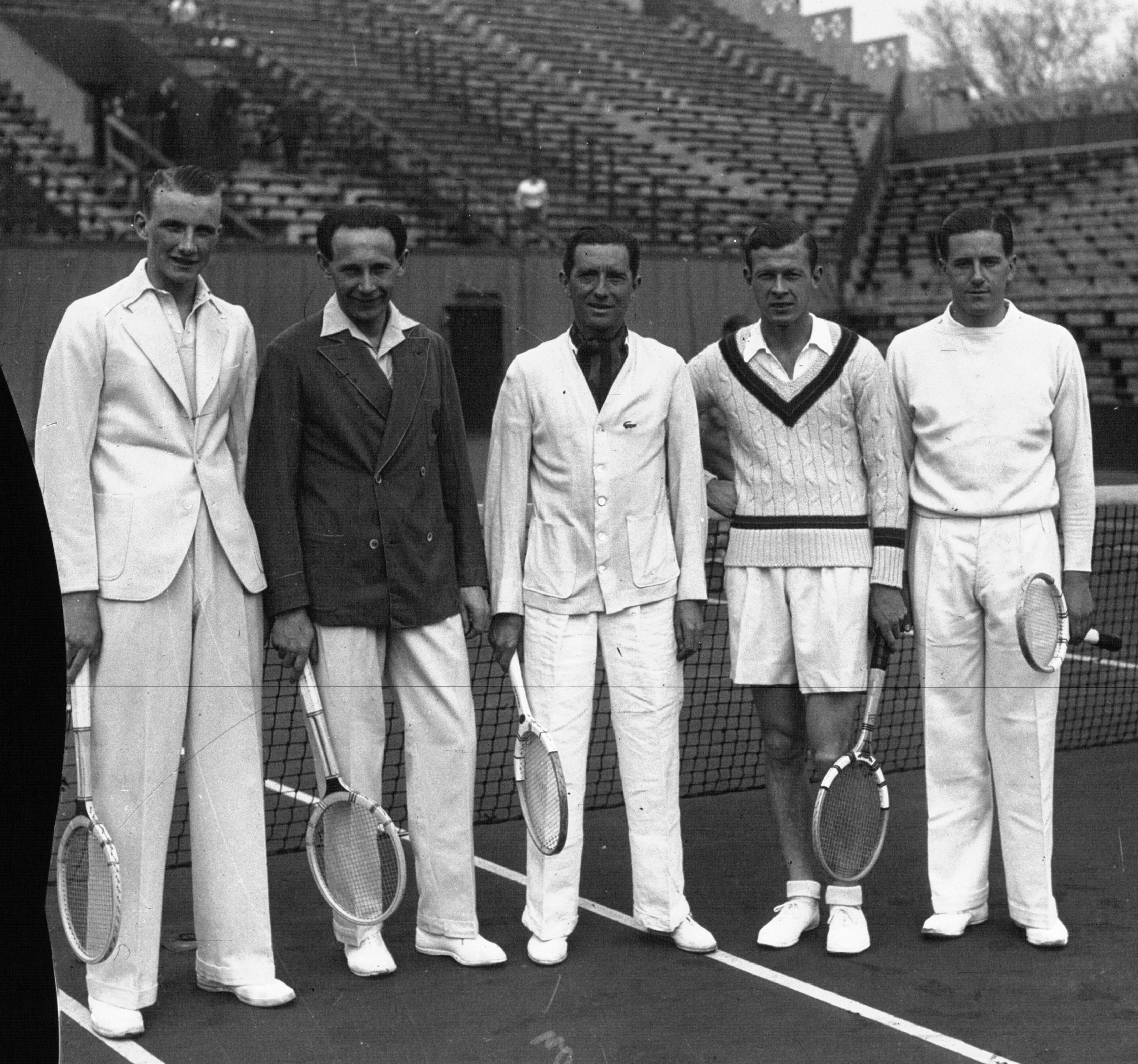
Destremau (primo a sinistra) con la squadra francese di Coppa Davis

Tornò in campo dopo il conflitto mondiale senza riuscire a ripetere i risultati ottenuti in precedenza, durante Wimbledon 1951 avanzò fino agli ottavi di finale e fece lo stesso nel doppio in coppia con lo svedese Torsten Johansson.
Fu titolare in Coppa Davis con la Francia costantemente dal 1936 al 1952 vincendo ventisei incontri sui quarantadue disputati.

## Finali nei tornei del Grande Slam

### Doppio

#### Vittorie (1)
| Anno | Torneo                            | Compagno   | Avversari in finale | Punteggio          |
| 1938 | Internazionali di Francia, Parigi | Yvon Petra | Don Budge Gene Mako | 3–6, 6–3, 9–7, 6–1 |